# Jean Maksud

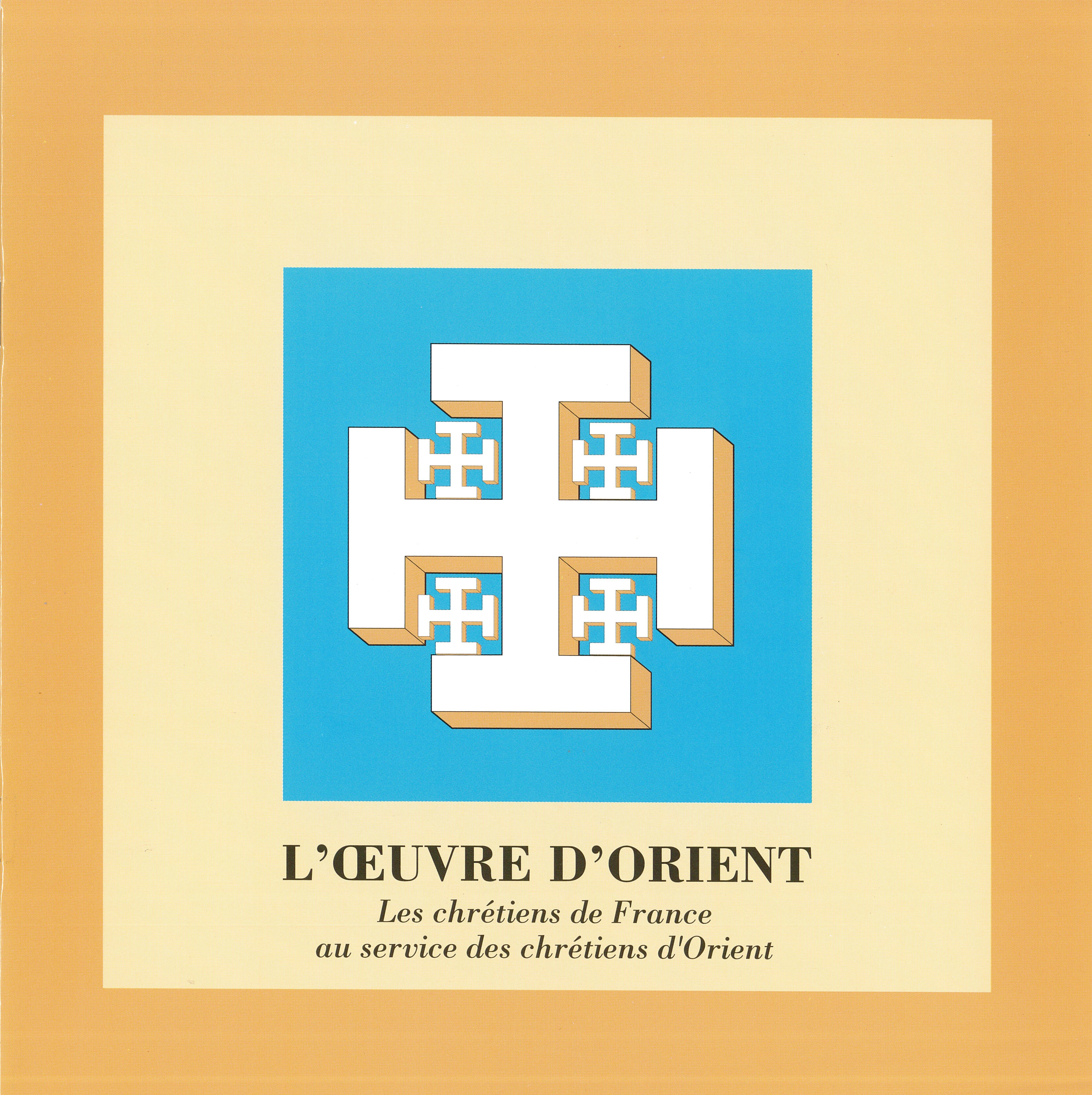
Couverture de la plaquette d'information sur L'Œuvre d'Orient, créée par Mgr Jean Maksud, Directeur Général de L'Œuvre d'Orient, du 1er septembre 1990 jusqu’au 31 août 2001.

Jean Maksud, né le 7 février 1929 à Isigny-sur-Mer, dans le Calvados et mort le 5 janvier 2007 à Bry-sur-Marne, est un religieux français membre des Missionnaires d'Afrique, Pères blancs, directeur général de L'Œuvre d'Orient du 1er septembre 1990 au 31 août 2001.

## Biographie

### Formation
Jean Maksud fait ses études secondaires au petit Séminaire la Maladrerie à Caen en 1940 ; en 1947, il poursuit ses études chez les Pères blancs dans la maison de philosophie, à Kerlois[Quoi ?]. Il commence son noviciat le 25 septembre 1949 à Maison-Carrée en Algérie puis étudie la théologie au scolasticat Sainte-Croix de Thibar en Tunisie. C'est là qu'il prononce son serment missionnaire en 1954.

### Prêtrise
Jean Maksud est ordonné prêtre le 10 avril 1954 à Thibar en Tunisie. Le 26 mai 1955 il rejoint le petit séminaire Sainte-Anne de l'Église grecque-catholique melkite, à Rayak au Liban. Il est nommé à Manouba en Tunisie le 10 avril 1960, puis en Algérie, économe du collège Mansourah à Constantine le 1er septembre 1962, puis directeur des études au même collège le 1er janvier 1968. Il est nommé supérieur de Beni Yenni le 15 août 1968. Il est Supérieur du collège El-Harrach le 1er septembre 1970.
Le 1er janvier 1972 il est élu conseiller régional des Pères blancs pour l'Algérie Nord. Le 3 avril 1977, il est directeur de la revue Peuples du Monde à Paris jusqu'en 1989, puis il enchaîne ensuite entre 1989 et 1990 avec la « Voix d'Afrique ».

### Directeur Général de L'Œuvre d'Orient
Il est nommé directeur général de L'Œuvre d'Orient, association fondée le 4 avril 1856, sous le nom « Œuvre des Écoles d'Orient » le 1er septembre 1990 et conserve cette fonction jusqu'en 2001. Il est le 2e père blanc à être nommé directeur général de L'Œuvre d'Orient. Avant lui, monseigneur Félix Charmetant, le 4e directeur général a occupé ce poste pendant 39 ans, était lui aussi père blanc, sans oublier le 1er directeur général le futur cardinal Charles Lavigerie, qui a été le fondateur des pères blancs.
En 1998, les statuts de L'Œuvre d'Orient changent radicalement pour se mettre en conformité avec les critères de gestion désintéressée précisés par l'instruction administrative du 15 septembre de la même année. Mgr Jean Maksud démissionne alors de son poste d'administrateur-directeur général pour ne garder que celui de directeur général avec droit d'assister au conseil d'administration sans droit de vote. Mgr Jean Maksud a notamment créé le supplément du bulletin de L'Œuvre d'Orient appelé « Lettre d'Information » lancé en octobre 1991, avec en en-tête « Œuvre d'Orient -  au service des chrétiens d'Orient ».
Il est fait archimandrite de l'Église grecque-catholique melkite par S. B. Maxime V Hakim , patriarche de l'Église grecque-catholique melkite d'Antioche et de tout l'Orient, d'Alexandrie et de Jérusalem le 29 octobre 1993 au siège patriarcal de Raboueh au Liban. Son successeur est l'abbé Philippe Brizard, curé de Notre-Dame d'Auteuil, qui lui succède le 1er septembre 2001.
Le 19 décembre 2001 il est nommé chevalier de la Légion d'Honneur.

## Distinctions
- Archimandrite de l'Église grecque-catholique melkite d'Antioche
- Chevalier de la Légion d'Honneur